# Владислав Нейман
Владислав Нейман (івр. ניימן ואדיסלב; нар. 23 червня 1966) — ізраїльський боксер, призер чемпіонату Європи.

## Аматорська кар'єра
Владислав Нейман брав участь в різних міжнародних турнірах з боксу на початку 1990-х років.
На чемпіонаті світу 1991 він, здобувши одну перемогу, програв в 1/8 фіналу.
На чемпіонаті Європи 1993 Нейман завоював бронзову медаль, пройшовши двох суперників і програвши в півфіналі Ріко Кубат (Німеччина) — 4-10.
На Кубку світу 1994 програв в першому бою Сергію Ковганко (Україна) — RSC 3.
На чемпіонаті Європи 1996 здобув одну перемогу, а у чвертьфіналі програв Сергію Ковганко — 4-5.
На Олімпійських іграх 1996 Нейман програв в першому бою Булату Жумаділову (Казахстан) — 7-18.